# گردا وگنر
گردا وگنر (به انگلیسی: Gerda Wegener) (زاده ۱۵ مارس ۱۸۸۶ – درگذشته ۲۸ ژوئیهٔ ۱۹۴۰) نقاش دانمارکی بود. او همسر لیلی البه بود.
فیلم دختر دانمارکی داستان زندگی او و لیلی البه است. نقش او را در فیلم دختر دانمارکی آلیسیا ویکاندر بازی کرده است.